# Myqereme Rusi
Myqereme Rusi (mac. Миќереме Руси; ur. 1958 w Tetowie) – jugosłowiańska i północnomacedońska psycholożka oraz działaczka społeczna pochodzenia albańskiego.

## Życiorys
Ukończyła studia psychologiczne na Uniwersytecie Świętych Cyryla i Metodego w Skopju, w 1997 roku obroniła doktorat na Uniwersytecie Tirańskim.
Pracowała jako psycholożka w Uroševacu i Tetowie. W 1994 roku rozpoczęła pracę na nowo utworzonym Państwowym Uniwersytecie w Tetowie jako asystentka, następnie jako wykładowczyni psychologii.
W 1992 roku została przewodniczącą macedońskich struktur Ligi Albańskich Kobiet, które wówczas liczyły ponad 10 tys. członkiń.